# Велики Растовац
Велики Растовац је насељено место у саставу општине Црнац у Вировитичко-подравској жупанији, Република Хрватска.

## Историја
До територијалне реорганизације у Хрватској налазио се у саставу старе општине Ораховица.

## Становништво
На попису становништва 2011. године, Велики Растовац је имао 238 становника.

## Попис1991.
На попису становништва 1991. године, насељено место Велики Растовац је имало 293 становника, следећег националног састава:
| Попис 1991.‍  | Попис 1991.‍  | Попис 1991.‍ | Попис 1991.‍ | Попис 1991.‍ |
| ------------ | ------------ | ----------- | ----------- | ----------- |
|              |              |             |             |             |
| Хрвати       | Хрвати       |             | 285         | 97,26%      |
| Македонци    | Македонци    |             | 4           | 1,36%       |
| Срби         | Срби         |             | 1           | 0,34%       |
| Чеси         | Чеси         |             | 1           | 0,34%       |
| регион. опр. | регион. опр. |             | 1           | 0,34%       |
| непознато    | непознато    |             | 1           | 0,34%       |
| укупно: 293  |              |             |             |             |